# Meister der Strauss-Madonna
Meister der Strauss-Madonna (nicht zu verwechseln mit dem italienischen Meister der Madonna Straus) ist der Notname für einen an der niederländischen Malerei, besonders der Lucca-Madonna von Jan van Eyck und am Meister von Flémalle orientierten Maler, der in der Mitte des 15. Jahrhunderts in Regensburg tätig war.
Der Notname rührt von einem die Marienkrönung darstellenden Tafelbild auf Nadelholz aus der Zeit um 1440/50 her, das in der Basilika St. Emmeram in Regensburg zur Zeit des Abts Wolfhard Strauss (1423–1452) aufgestellt wurde und bis heute als Gnadenbild auf dem Dreifaltigkeitsaltar verehrt wird.
Das Bild zeigt auf einer saftgrünen Blumenwiese die frontal dargestellte, in kostbares Gewand gekleidete stillende Gottesmutter.
Ein weiteres Bild des Meisters, eine Kreuzigungstafel, befindet sich im Städtischen Museum in Brügge. Die Flügel könnten zwei Tafeln (hl. Dorothea und Katharina) im Bayerischen Nationalmuseum gebildet haben.